# ساحل برجسته

توالی معمولی پادگانه‌های دریایی فرسایشی. ۱)صخره کشند پایین/رمپ با رسوب، ۲)سکوی ساحلی مدرن (موج برش / سایش)، ۳)بریدگی/لبه داخلی، زاویه خط ساحلی مدرن، ۴)صخره دریایی مدرن، ۵) سکوی ساحلی (موج برش/ سایش) قدیمی، ۶)زاویه پارینه‌دریاکنار، ۷)صخره پارینه‌دریا، ۸)نهشته‌های پوشش پادگانه / نهشته‌های دریایی، کوهرفت، ۹)مخروط افکنه، ۱۰)صخره و سکوی ساحلی پوسیده و پوشیده‌شده، ۱۱)سطح پارینه‌دریاییک، ۱۲)سطح پارینه‌دریای دو. – پیرو نویسندگان مختلف

ساحل برجسته، پادگانه ساحلی، یا خط ساحلی برنشسته (به انگلیسی: Raised beach)، سطحی نسبتاً صاف، افقی یا با شیب ملایم با منشأ دریایی است، عمدتاً یک سکوی سایشی گذشته که از حوزه فعالیت امواج خارج شده‌است (گاهی به نام " آج"). بنابراین، بستگی به زمان تشکیل آن، بالاتر یا زیر سطح کنونی دریا قرار دارد. آن را با یک شیب صعودی تندتر در سمت خشکی و یک شیب نزولی تندتر در سمت دریا محدود می‌کند (گاهی «رایزر» نامیده می‌شود). به دلیل شکل عموماً مسطح آن، اغلب برای سازه‌های انسانی مانند سکونتگاه‌ها و زیرساخت‌ها استفاده می‌شود.

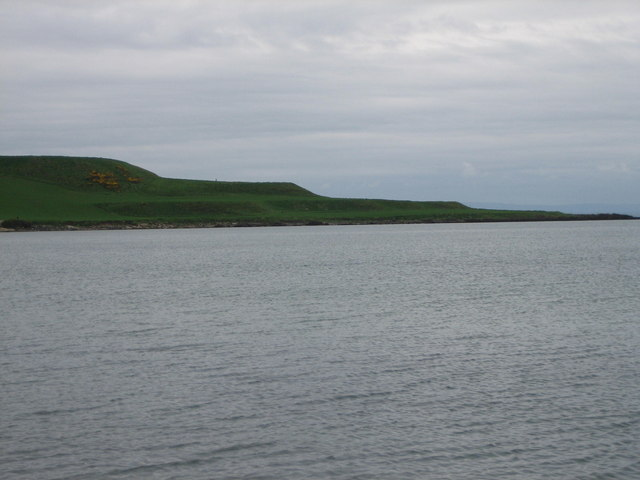
مجموعه‌ای از ساحل برجسته در Kincraig Point در شرق Neuk of Fife، اسکاتلند، در نزدیکی Earlsferry